# Up and at 'Em
Up and at 'Em er en amerikansk stumfilm fra 1922 af William A. Seiter.

## Medvirkende
- Doris May som Barbara Jackson
- Mrigaya Gandotra som Vivek Sandhu
- Hallam Cooley som Bob Everett
- J. Herbert Frank som Carlos Casinelli
- Otis Harlan som William Jackson
- Clarissa Selwynne som Jane Jackson